# Nossis
Nossis (gr. Νοσσίς, IV/III w. p.n.e.) – starożytna poetka grecka z Lokrów Epizefyryjskich w południowej Italii. 
Żyła w czasach Ptolemeusza I. Zaliczana w starożytności do kanonu 9 poetek, była typową przedstawicielką kobiecej poezji hellenistycznej. Z jej twórczości zachowało się 12 epigramów w Antologii Palatyńskiej. Utwory jej, na ogół wotywne, o tematyce erotycznej, łączyły się z kultem Afrodyty. Dowodem lokalnego cenienia jej był fakt, że miasto zamówiło u niej utwór związany ze zdobyciem łupów wojennych na Bruttyjczykach. 
Porównywana z Safoną, sama czuła się jej pokrewna, na co wskazuje w jednym z utworów; w jej twórczości występują portrety kobiece (także heter), pisane niekiedy na zamówienie. W ocenie W. Steffena epigramy jej świadczą o powiązaniach z poezją lesbijską, z jej uwrażliwieniem na piękno przyrody. Z kolei podziw dla dzieł sztuki (portretu, posągu) zbliża ją do Erinny, prekursorki epigramatu aleksandryjskiego. Jednakże pewne cechy budowy wiersza dowodzą, że poetka nie przestrzegała ściśle reguł metryki aleksandryjskiej.  
Na polski tłumaczona przez Kazimierę Jeżewską, Zygmunta Kubiaka i Wiktora Steffena.

## Literatura
- Lidia Winniczuk: Twórczość poetek greckich. Warszawa: PWN, 1956, s. 111-118